# Josep Alfons Tarragó i Pleyan
Josep Alfons Tarragó i Pleyan (Lleida 1916 – 1983) va ser professor de l'«Instituto de Segunda Enseñanza de Lérida» i delegat del Servicio de Defensa del Patrimonio Artístico Nacional a Lleida. Entre altres càrrecs ostentà el de Secretari general de l'Institut d'Estudis Ilerdencs.

## Biografia
Josep Alfons Tarragó Pleyán neix el 30 de juny de 1916, en el número 10 del carrer Major de Lleida, en el si d'una família molt lligada a la ciutat, ja que el seu avi Josep Pleyan de Porta havia estat un prestigiós historiador, poeta, periodista i cronista oficial de la ciutat.
Les obres del seu avi van iniciar-lo en l'interès per la història i la investigació. Les visites a l'Arxiu Municipal de Lleida durant les vacances d'estiu eren constants, allí compartia coneixements amb el doctor Roca Lletjós, el pare Pere Sanahuja i Vallverdú, Antoni Bergós i Massó i tants d'altres. Aquestes circumstàncies van anar forjant l'escriptor i investigador en què es convertiria més tard, duent a terme una gran activitat intel·lectual i cultural.
La seva activitat professional ha estat notable, gairebé sempre relacionada amb el camp de la cultura. Començà l'any 1939 com a professor del Instituto de Segunda Ensenyanza, passant més tard a ocupar el càrrec de Delegado en Lérida del Servicio de Defensa del Patrimonio Artístico Nacional des d'on va dur a terme una important tasca de localització i recuperació de fons, tant dels museus i arxius de la ciutat com d'altres municipis de la província, que l'any 1938 havien estat traslladats a Saragossa per tal d'evitar possibles danys.
Va col·laborar estretament amb el president de la Diputació de Lleida Sr. Josep Maria de Porcioles i Colomer i el diputat de cultura Sr. Sol Ballespí en la creació de l'Institut d'Estudis Ilerdencs l'any 1942, del qual fou el redactor dels seus capítols fundacionals, ocupant a partir de l'any 1950 i per oposició la Secretaria General del Instituto de Estudios Ilerdenses. També fou president de la Sección de Investigaciones Bibliográficas, publicant nombrosos treballs d'investigació.
Entre els anys 1945-1953 fou Delegado Provincial de Educación Popular del Ministerio de Educación Nacional, també va ocupar el càrrec de Delegado Provincial de Informacion y Turismo a Lleida des de 1953 a 1970 i a Albacete de 1970 a 1975. Durant els anys 60 fou Teniente de Alcalde ponente de la Paeria de Lleida. De 1977 a 1982 va estar al front de la Delegación Provincial del Ministerio de Cultura i finalment fou Delegado Provincial de Educación y Cultura fins a la seva mort el 14 de gener de 1983.

## Llegat Josep Alfons Tarragó Pleyan
El fons Josep Alfons Tarragó Pleyan fou cedit a l'Institut d'Estudis Ilerdencs pels marmessors del seu testament, els senyors Ramon Anadón Pintó, Prim Bertran Roigé, Francesc Rabasa Reimat i Ramir Viola Gonzàlez.
Era lògic que l'Institut acollís el seu llegat donada la seva llarga relació amb la institució, ja que en fou el seu Secretari General.
En l'acta de la sessió del Consell Permanent amb data 13 d'octubre de 1983, on es fa constar la donació d'aquest llegat, es proposa la creació d'una comissió per "...fer escorcoll dels documents...". Aquesta comissió, en la que també hi figura la vídua de J.A. Tarragó, encarrega la tasca de classificar la documentació a un becari contractat a tal efecte.
El 4 de juliol de 1985 es fa el lliurament de l'inventari del fons als marmessors del llegat. La classificació d'aquest primer inventari es pot associar en bona part al sistema de Classificació Decimal Universal.
En la classificació definitiva del llegat Tarragó hi podem diferenciar quatre grups de documents, de naturalesa diferent sobre els quals s'ha establert l'organització i classificació de tot el conjunt.
Un primer grup constitueix tota la seva producció escrita, estudis i investigacions. Gran part d'aquesta documentació respon clarament a treballs, esborranys o projectes inacabats. També s'inclou en aquest apartat els treballs d'autors coetanis.
Un segon grup integra tota la documentació que presenta la seva trajectòria professional, correspondència amb institucions, nomenaments, etc. Aquesta documentació constitueix un percentatge força elevat del volum total de la col·lecció documental.
El tercer grup aplega la documentació personal i privada del Sr. Tarragó, dividit en dues parts, d'una banda la documentació familiar i d'una altra la seva en particular.

## Quadre de Classificació
El Servei d'Arxiu i Llegats de l'Institut d'Estudis Ilerdencs és qui gestiona el llegat de Josep Alfons Tarragó. Tot i plantejar-se la validesa d'un inventari com a únic instrument d'accés al fons del llegat, va decidir reorganitzar-lo en funció d'uns altres criteris de classificació.
El fons està organitzat a partir del següent quadre de classificació:
A	DOCUMENTACIÓ PROFESSIONAL
A.1	Servicio de Defensa al Patrimonio Artístico Nacional 
A.1.1 	Actes de devolució de béns					 	
A.1.2 	Documentació administrativa 				 	
A.1.3	Protecció del patrimoni					 	
A.2	Ajuntament de Lleida					 	
A.2.1 	Activitats públiques						 	
A.2.2 	Correspondència						 	
A.2.3	Documentació administrativa i econòmica			 	
A.2.4	Documentació gràfica					 	
A.3	Institut d'Estudis Ilerdencs				 	
A.3.1 	Activitats públiques						 	
A.3.2 	Correspondència						 	
A.3.3	Documentació administrativa i econòmica			 	
A.3.4	Documentació gràfica					 	
A.3.5	Òrgans consultius i de gestió					 	
A.4	Ministerio Educación Nacional. Delegación de Lérida	
A.4.1 	Comisión Provincial de Monumentos 				
A.4.2 	Correspondència							
A.4.3	Documentació administrativa i econòmica				
A.5 	Ministerio de Cultura. Delegación de Lérida		 	 
A.5.1 	Activitats públiques							
A.5.2 	Correspondència							
A.5.3	Documentació administrativa i econòmica				
A.6	Ministerio Información y Turismo. Delegación Lérida	
A.6.1 	Activitats públiques							
A.6.2 	Correspondència							
A.6.3	Documentació administrativa i econòmica				
A.6.4	Documentació gràfica						
A.6.5	Promoció del turisme							
A.6.6 	Projectes								
A.7	Ministerio Información y Turismo. Delegación Albacete	
A.7.1 	Activitats públiques							
A.7.2 	Correspondència							
A.7.3	Documentació administrativa i econòmica				
A.7.4	Documentació gràfica						
A.7.5	Promoció del turisme							
B	DOCUMENTACIÓ PARTICULAR 
B.1	Documentació personal i familiar				
B.2	Correspondència							
B.3	Documentació gràfica						
B.4 	Col·lecció Pleyan de Porta					
C	ESTUDIS I RECOPILACIONS DOCUMENTALS
C.1	Art. Patrimoni Artístic						
C.1.1	Arqueologia								
C.1.2	Art (Sant Llorenç, Seu Vella)						
C.1.3	Exposicions								
C.1.4	Museus (Museu Morera)						
C.2	Bibliografia. Impressors						
C.2.1	Correspondència							
C.2.2	Documentació gràfica						
C.2.3	Premsa								
C.2.4	Recerca bibliogràfica							
C.3	Ciències Humanes						
C.3.1	Beneficència. Hospitals						
C.3.2	Història (Estudi General)						
C.3.3	Geografia								
C.3.4	Premsa								
C.4	Costums. Folklore							
C.5	Literatura								
C.6	Numismàtica. Heràldica						
C.6.1	Correspondència							
C.6.2	Documentació gràfica						
C.6.3	Premsa								
C.6.4	Recerca bibliogràfica							
C.7	Premsa. Actes culturals						
C.8	Religió								
C.8.1	Circulars i impresos							
C.8.2 Correspondència							
C.8.3	Documentació gràfica						 
C.8.4	Premsa								
C.8.5	Recerca bibliogràfica